# Gençlik Parkı

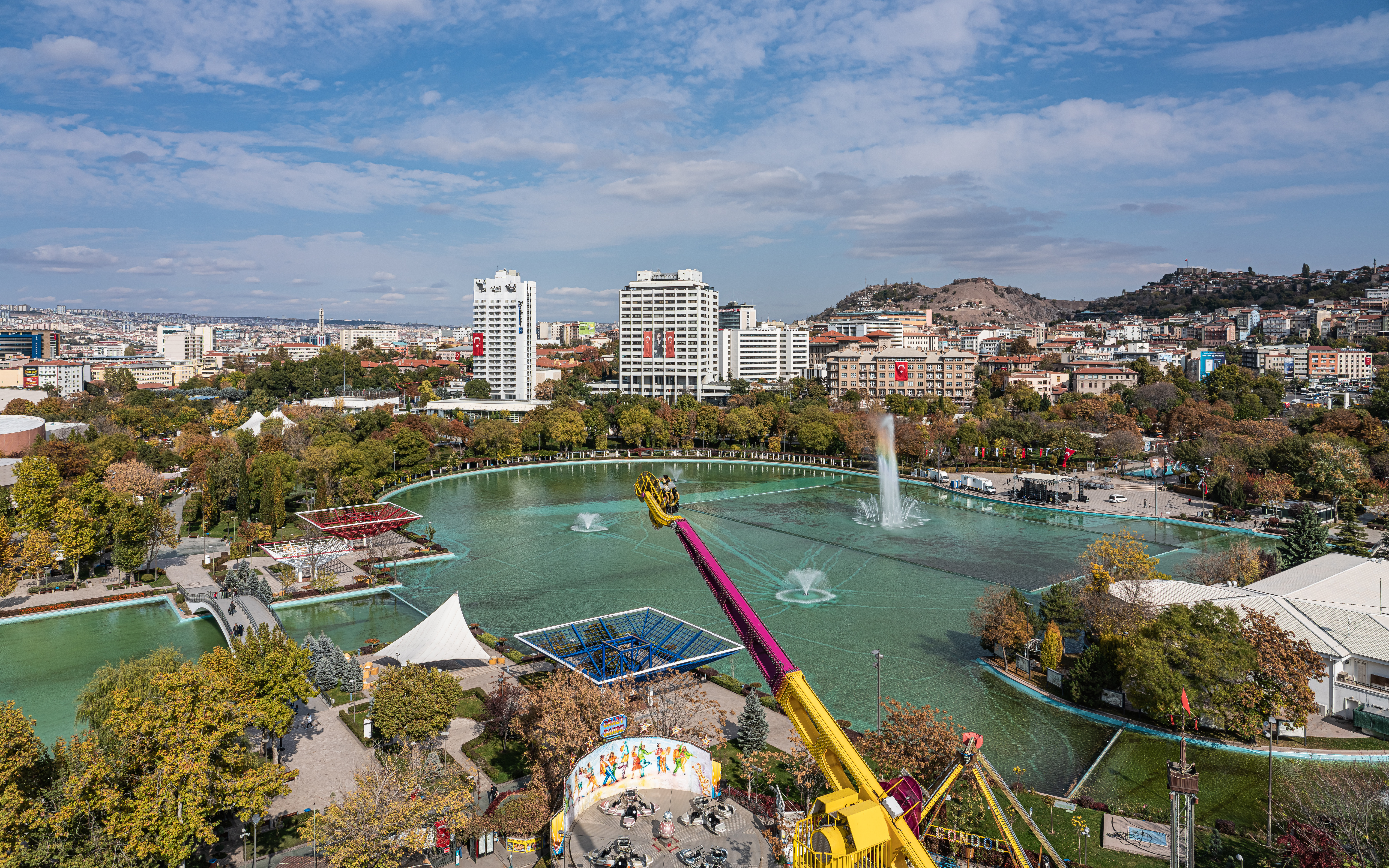
Aussicht vom Riesenrad

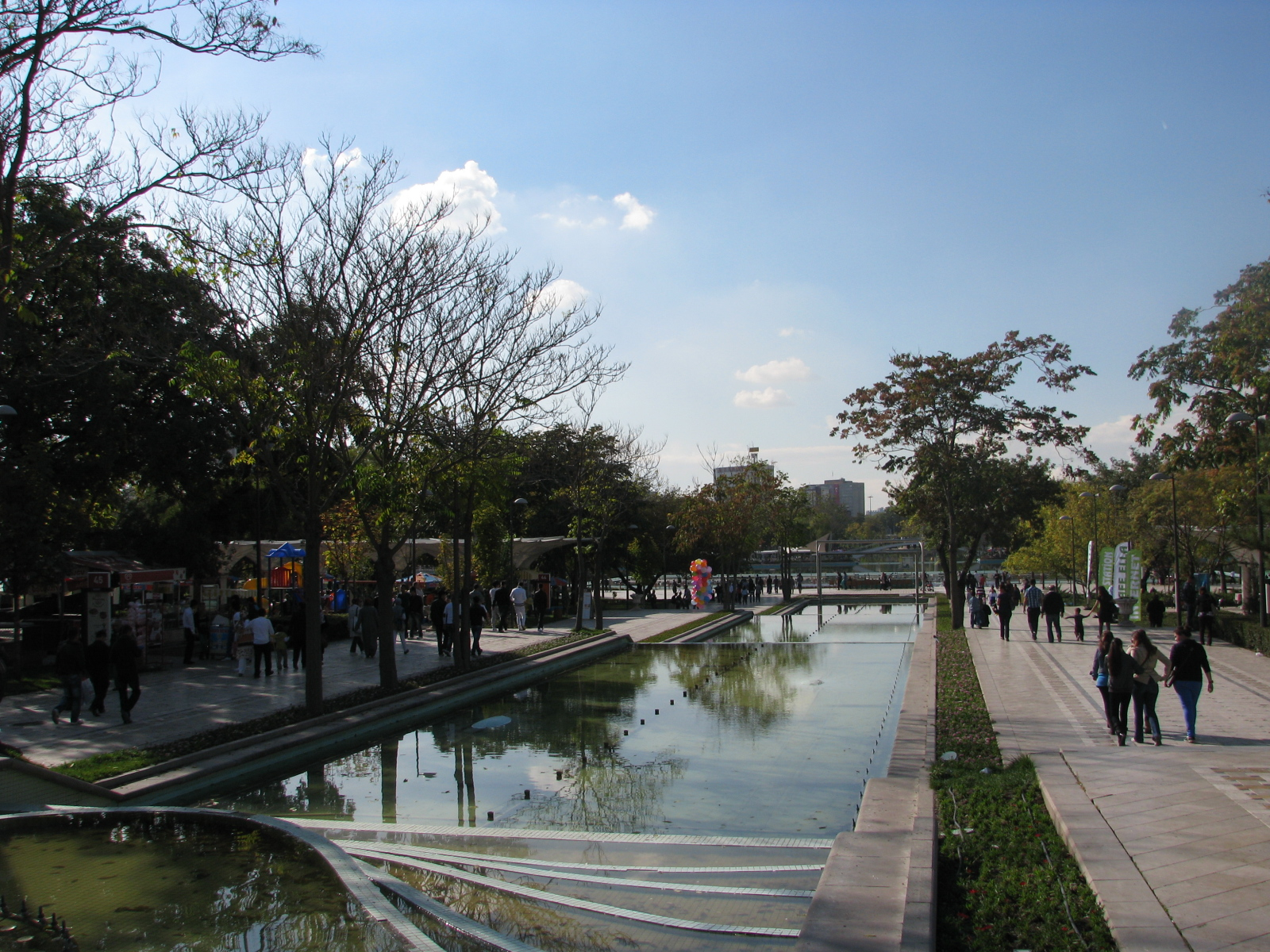
Kaskaden

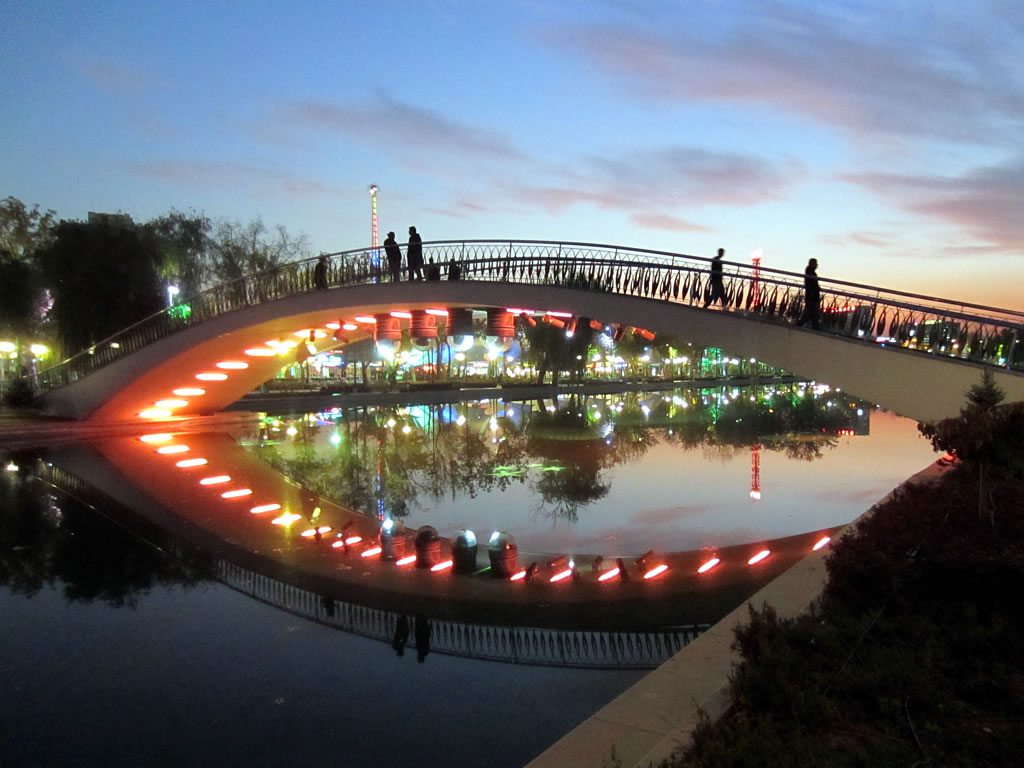
Brücke mit Lichteffekte

 Gençlik Parkı (türk. für Jugendpark) ist ein Stadtpark inmitten der türkischen Hauptstadt Ankara. Er befindet sich im Stadtteil Ulus und umfasst 28 Hektar.

## Geschichte
Nachdem Ankara im Jahr 1923 als Hauptstadt der neuen Republik festgelegt wurde, sollte es eine städtische Grünfläche bekommen und zu einer betont begrünten Stadt inmitten der zentralanatolischen Steppe werden. Dazu wurde schon im Jansen-Plan die Fläche als Grünfläche reserviert. Diese war vorher größtenteils versumpft.
Architekt des Parks war Theo Leveau. Bauzeit war von 1936 bis 1938, die Eröffnung erfolgte am 19. Mai 1943, einem türkischen Nationalfeiertag mit der Bezeichnung Tag der Jugend. Der Park sollte die eintreffenden Ankömmlinge des ehemaligen Busbahnhofs empfangen und ein Ausstellungsstück der Stadt werden. So tauchte er auch in Postkarten und auf Briefmarken auf. Neben der Erholung sollte die Fläche vor allem der Bildung der Jugend dienen. Dafür gab es im Park Schwimm-, Ruder- und Segelunterricht.
Nach 1950 (parallel zum Regierungswechsel durch die Demokrat Parti) wurde die Fläche mit einem Freizeitpark (1951), einer Parkeisenbahn (1957) und den sogenannten Gazinos (Örtlichkeiten für Veranstaltungen mit Livemusik) erweitert, wodurch der Park an Grünfläche und Erholungsfunktion verlor und Elemente der Unterhaltung betont wurden. In den Gazinos – vor allem im Göl Gazino – hielten berühmte türkische Musiker (Neşet Ertaş, Zeki Müren) ihre Konzerte ab. Der kleine kaskadenförmige Parkabschnitt wurde zwecks Erholung unbebaut gelassen.
Ab 1970 erlosch das städtebauliche Interesse und der Park wurde vernachlässigt. Durch die verstärkte Binnenmigration in die Stadt verschob sich die Besucherstruktur noch stärker in Richtung Unterhaltungsmarkt – der von einigen Soziologen als Arabesk-Kultur beschrieben wird.
2006–2009 kam es zu einer Grundsanierung des Parks. Alle Gebäude – bis auf das Göl Gazino- wurden abgerissen, die Teegärten aufgelöst und an deren Stellen unter anderem Imbissstände errichtet.

## Aufbau
Zentral gelegen ist ein künstlicher See mit einem Springbrunnen, dessen Fontänen abends im Wechselspiel zur jeweiligen Musik in eine Effektshow eingebunden sind. In regelmäßigen Abständen werden auf die Fontänen Bilder projiziert – darunter auch die des derzeitigen Ministerpräsidenten Erdoğan, worauf die Besucher jeweils mit Applaus oder mit Buh-Rufen reagieren.